# Dăskot, Veliko Tărnovo
Dăskot (în bulgară Дъскот) este un sat în comuna Pavlikeni, regiunea Veliko Tărnovo,  Bulgaria. 

## Demografie
Componența etnică a satului Dăskot
     Turci (3,11%)
     Bulgari (72,9%)
     Nicio identificare (23,98%)
     Altele (0%)
La recensământul din 2011, populația satului Dăskot era de 417 locuitori. Din punct de vedere etnic, majoritatea locuitorilor (72,9%) erau bulgari, cu o minoritate de turci (3,11%). Pentru 23,98% din locuitori nu este cunoscută apartenența etnică.